# Альберт Юксіп
Альберт Юксіп (ест. Albert Üksip; 1886 – 1966) був естонським ботаніком, актором та художником.

## Біографія
Альберт Юксіп закінчив міську школу в Нарві. з 1902 по 1923 рік був канцеляристом на фабриках в Нарві. Освіту він здобув переважно шляхом самонавчання. Він також вмів малювати і грав на скрипці. З 1923 по 1949 рік був актором Естонського театру. З 1945 по 1951 рік він був викладачем Естонського національного театрального інституту. Він написав багато статей, пов'язаних з театром. Він був Почесним художником Естонської РСР, почесним членом Естонського театрального товариства, почесним членом Товариства естонських натуралістів. З 1927 по 1931 рік він організував колекцію гербарію (14 500 одиниць) в провінційному музеї Таллінна, який згодом став колекцією Естонського природничого музею. Він був чудовим експертом з рослин. Хоча Юксіп не мав професійної ботанічної освіти, його внесок у науку був дуже вагомим. Зокрема, він був автором одного з томів «Флори СРСР» (№ 30), що описує складний рід Hieracium.

## Вшанування
- На його честь названо вид Hieracium ueksipii Schljakov — ендемік північно-європейської Росії.
- 1986 року з нагоди сторіччя від дня його народження в парку Нарви по вулиці Крааві на його честь було відкрито пам'ятний камінь.

## Публікації
- 1960. Флори СРСР. Том 30. Російська академія наук. 732 с.